# José Urbano
José Francisco Urbano Martos (nascido em 9 de dezembro de 1972) é um treinador espanhol de futebol de 5 a nível regional e internacional. A seleção espanhola de futebol de 5 comandada por José conquista a medalha de bronze nos Jogos Paralímpicos de Londres 2012 ao derrotar a Argentina por 1 a 0.

## Reconhecimentos
Em 2013, foi galardoado com a medalha de bronze da Real Ordem ao Mérito Esportivo.